# Bredsand
Bredsand is een plaats (tätort) in de gemeente Enköping in het landschap Uppland en de provincie Uppsala län in Zweden. De plaats heeft 465 inwoners (2010) en een oppervlakte van 84,61 hectare.